# Rifugio Duca degli Abruzzi all’Oriondé
Das Rifugio Duca degli Abruzzi all'Oriondé  (meist kurz Rifugio Duca degli Abruzzi) ist eine Schutzhütte im Aostatal in den Walliser Alpen. Sie liegt in einer Höhe von 2802 m s.l.m. im Seitental Valtournenche in der Nähe der Oriondé genannten Gemarkung innerhalb der Gemeinde Valtournenche. Die Hütte wird von Anfang Juli bis Ende September bewirtschaftet und bietet in dieser Zeit 40 Bergsteigern Schlafplätze.

## Geschichte
Die Hütte wurde im Jahr 1920 errichtet. Sie wurde Luigi Amedeo di Savoia-Aosta gewidmet.

## Aufstieg
Für den gesamten, keinerlei Schwierigkeiten aufweisenden Weg vom Parkplatz bei Breuil-Cervinia bis zum Rifugio Duca degli Abruzzi all’Oriondé sind ungefähr 2¼ Stunden zu veranschlagen.

## Tourenmöglichkeiten
Von der Schutzhütte können das Croce Carrel (2920 m) und Plan Maison (2548 m) erreicht werden.

### Übergänge
- Übergang zum Rifugio Jean-Antoine Carrel (3830 m) in Richtung Matterhorn.
- Übergang zum Bivacco Enzo e Nino Benedetti (3510 m) am Col Tournèche.
- Übergang zum Bivacco Oreste Bossi (3345 m) am Colle del Breuil.

### Gipfeltouren
Folgende Gipfel können von der Hütte erreicht werden:
- Testa del Leone
- Matterhorn